# Microhyla heymonsi
Microhyla heymonsi é uma espécie de anfíbio anuro da família Microhylidae.

## Distribuição
Esta espécie ocorre no centro, sul e sudoeste da China, Mianmar, Tailândia, República Democrática Popular do Laos, Vietnã, Camboja, Malásia, Singapura e Indonésia, incluindo ilhas importantes como Taiwan e  Índia. Ocorre até 1.400m de altitude.

## Descrição
Como os microhylidae em geral, Microhyla heymonsi é um pequeno sapo: os machos atingem 16–21 mm e as fêmeas 22–26 mm. A cor dorsal é rosada ou acinzentada na parte superior com uma faixa lateral preta que se estende desde a ponta do focinho até a virilha e cobre totalmente os lados da cabeça.